# After Taxes
After Taxes – drugi solowy album amerykańskiego rapera Sheeka Loucha. Wydany 8 listopada 2005 roku przez wytwórnie D-Block Records i Koch Records.
Obie wersje „Kiss Your Ass Goodbye” na albumie są oznaczone jako remiksy, podczas gdy wersja ze Stylesem jest oryginalna. W wersji z mixtape'u wystąpili również Jadakiss i The Game.

## Lista utworów
| #  | Tytuł                           | Producent(ci)   | Gościnnie                    | Długość |
| -- | ------------------------------- | --------------- | ---------------------------- | ------- |
| 1  | "Intro"                         | Buckwild        |                              | 1:52    |
| 2  | "Street Music"                  | Mr. Devine      |                              | 3:46    |
| 3  | "On The Road Again"             | Vinny Idol      |                              | 3:23    |
| 4  | "Pain"                          | Rockwilder      | Jadakiss                     | 3:46    |
| 5  | "45 Minutes To Broadaway"       | Havoc           |                              | 3:34    |
| 6  | "One Name"                      | Rockwilder      | Carl Thomas                  | 3:18    |
| 7  | "Guess Who (Interlude)"         |                 |                              |         |
| 8  | "Maybe If I Sing"               | Red Spyda       |                              | 3:40    |
| 9  | "Devine"                        | Mr. Devine      | J-Hood                       | 3:53    |
| 10 | "Kiss Your Ass Goodbye (Remix)" | Red Spyda       | Fabolous, Beanie Sigel, T.I. | 4:18    |
| 11 | "Do Not Interrupt (Interlude)"  |                 |                              |         |
| 12 | "Run Up"                        | DJ Twinz        | Styles P                     | 3:39    |
| 13 | "Get Up, Stand Up"              | Vinny Idol      | Redman                       | 4:24    |
| 14 | "Pressure"                      | Cocoa Channelle |                              | 4:15    |
| 15 | "Movie Niggas"                  | The Alchemist   | Ghostface Killah             | 4:11    |
| 16 | "Juice Bars (Interlude)"        | Vinny Idol      |                              | 4:13    |
| 17 | "All Fed Up"                    | Vinny Idol      |                              | 3:29    |
| 18 | "Get Money"                     | Vinny Idol      | Jadakiss                     | 3:55    |
| 19 | "Kiss Your Ass Goodbye (Remix)" | Red Spyda       | Styles P                     |         |